# Eugen Kauffmann
Eugen Kauffmann (* 1. Januar 1882 in Stuttgart; † 14. August 1972 in Langenargen) war ein deutscher Unternehmer. Er leitete lange Jahre die Firma Johannes Kauffmann.

## Leben
Eugen Kauffmann war ein Sohn von Ernst Kauffmann, der 1899 das Zweiggeschäft der Stuttgarter Firma Johannes Kauffmann in Langenargen gründete. Bereits 1902 übernahm Eugen Kauffmann dessen Leitung. 1905 heiratete er Hedwig Stübler, mit der er die Tochter Ruth und den Sohn Werner bekam. Kauffmann nahm am Ersten Weltkrieg teil. Nach seiner Rückkehr aus dem Feld widmete er sich verstärkt dem Ausbau der Bettfedernfabrik, die als Nebenprodukt aus dem Lebensmittelhandel der Familie hervorgegangen war; 1921 baute er das Bregenzer Zweiggeschäft auf, das später als Alpenländische Bettfedernfabrik Johannes Kauffmann firmieren sollte. 1930 starb sein Sohn Werner infolge eines Reitunfalls; seine Tochter Ruth Krose trat 1941 als Teilhaberin in die Firma Johannes Kauffmann ein, doch war Eugen Kauffmann bis auf eine Interimsphase nach dem Zweiten Weltkrieg, als er von der französischen Besatzung in Haft genommen wurde, bis zu seinem Tod in leitender Funktion in der Firma tätig.
Kauffmann war einer der Initiatoren, Gründer und Förderer des Instituts für Seenforschung in Langenargen, das nach dem Ersten Weltkrieg eingerichtet wurde. Später wurde eine Abteilung als Eugen-Kauffmann-Institut nach ihm benannt. Er war Mitglied des Langenargener Gemeinderates, des Kirchengemeinderates der evangelischen Kirchengemeinde des Ortes, des Verwaltungsrats der Sparkasse und des Vereins für Geschichte des Bodensees und seiner Umgebung. Ferner gehörte er der Kreisjägervereinigung an.
Maßgeblich unterstützte er – wohl 1940 – den Rückkauf des Schlosses Montfort.

## Sport
Eugen Kauffmann war wie seine gesamte Familie im Reitsport aktiv. In der Zeit nach dem Zweiten Weltkrieg baute er den 1901 gegründeten Schwäbischen Reiterverein wieder auf. Als dessen Vorstand verfasste er auch die Festschrift, die anlässlich des 50-jährigen Jubiläums des Vereins 1951 veröffentlicht wurde. 1964 gab er den Vorsitz an Regimboto von Gültlingen ab; er blieb aber Ehrenvorsitzender bis zu seinem Tod.

## Ehrungen
Eugen Kauffmann wurde 1955 Ehrenbürger der Gemeinde Langenargen. Nach ihm sind die Eugen-Kauffmann-Straße in Langenargen sowie das bereits erwähnte Institut benannt. Ferner war er Ehrendoktor der Universität München, Träger des Großen Bundesverdienstkreuzes mit Stern und der erste Träger der Felix-von-Hornstein-Medaille.